# Régiment Para-Commando (Belgique)
 (septembre 2024).
Si vous disposez d'ouvrages ou d'articles de référence ou si vous connaissez des sites web de qualité traitant du thème abordé ici, merci de compléter l'article en donnant les références utiles à sa vérifiabilité et en les liant à la section « Notes et références ».
Le régiment Para-Commando est l'unité d'élite de l'armée belge qui a été constituée dès 1952 à partir des unités parachutiste et commando créées, dix ans auparavant, en Grande-Bretagne, durant la Seconde Guerre mondiale. En 1989, le démantèlement du rideau de fer entraîne la restructuration complète des armées occidentales et la disparition du service militaire. En 1991, la professionnalisation est en route et le régiment, complètement transformé, est reconverti en brigade. En 2003, cette brigade Para-Commando formera l'essentiel de la Brigade Légère. Depuis 2018, la Brigade Légère est devenue le Special Operations Regiment.

## Instruction de base et brevets
La formation para-commando a, d'une manière générale, toujours compris une instruction de base d'une durée de 3 à 4 mois suivie du camp commando et du stage parachutiste. L'instruction de base comprend une formation de fusilier accompagnée d'une formation physique (marche rapide de 16 km avec arme et équipement de base en moins de 100 minutes, pistes d'obstacles et de corde chronométrées...). Auparavant, le béret rouge ou vert était remis à l'issue de tests en fin de cette période. Par la suite, il a été décidé de le remettre après le camp commando en même temps que le brevet du même nom.
Le camp commando comprend les activités suivantes : rocher, techniques amphibies, close combat, techniques commando... La durée est de un mois. Le camp se termine par un raid d'une semaine (le plus connu étant le raid de Corse partant de la base de Solenzara en direction de l'Incudine et des aiguilles de Bavella). Les candidats ayant réussi les épreuves obtiennent le brevet A Commando dont l'insigne est un triangle noir, pointe en bas, avec un poignard blanc porté sur la manche droite à hauteur de l'épaule.
Le stage parachutiste d'une durée d'un mois forme le candidat au saut à ouverture automatique de jour comme de nuit et avec l'équipement opérationnel (arme, sac, gaine). On y apprend également la constitution de colis parachutables (mitrailleuse, mortier, radio...) et certaines activités tactiques à l'atterrissage. À l'issue du stage qui comprend 8 sauts, est remis le brevet A Para dont l'insigne, appelé "wings" consiste en deux ailes bleues encadrant un parachute blanc. L'insigne se porte sur la poitrine au-dessus de la poche droite.

## Le personnel
Les para-commandos ont toujours été recrutés sur base volontaire  y compris les miliciens (VCCT / volontaires de carrière à court terme) qui devaient y effectuer un service militaire plus long (15 mois) mais plus exaltant. Pour pallier le manque de personnel d'active, des volontaires féminins sont incorporés en 1975 (total de 10 en 1977-78). Comme le but est de leur assigner des fonctions non combattantes (employées, plieuses et réparatrices de parachutes…), les critères physiques pour l'obtention du béret et du brevet commando sont adaptés. On constata que dans ce type d'unité, l'expérience n'était guère concluante et en 1988, il ne restait plus que 5 para-commandos féminins au régiment. En 1988, le régiment comprenait 160 officiers, 450 sous-officiers et 1 600 caporaux et soldats ; le nombre de miliciens avait drastiquement chuté à 300 à la suite des impératifs de « professionnalisation » imposés par les « hautes autorités ».

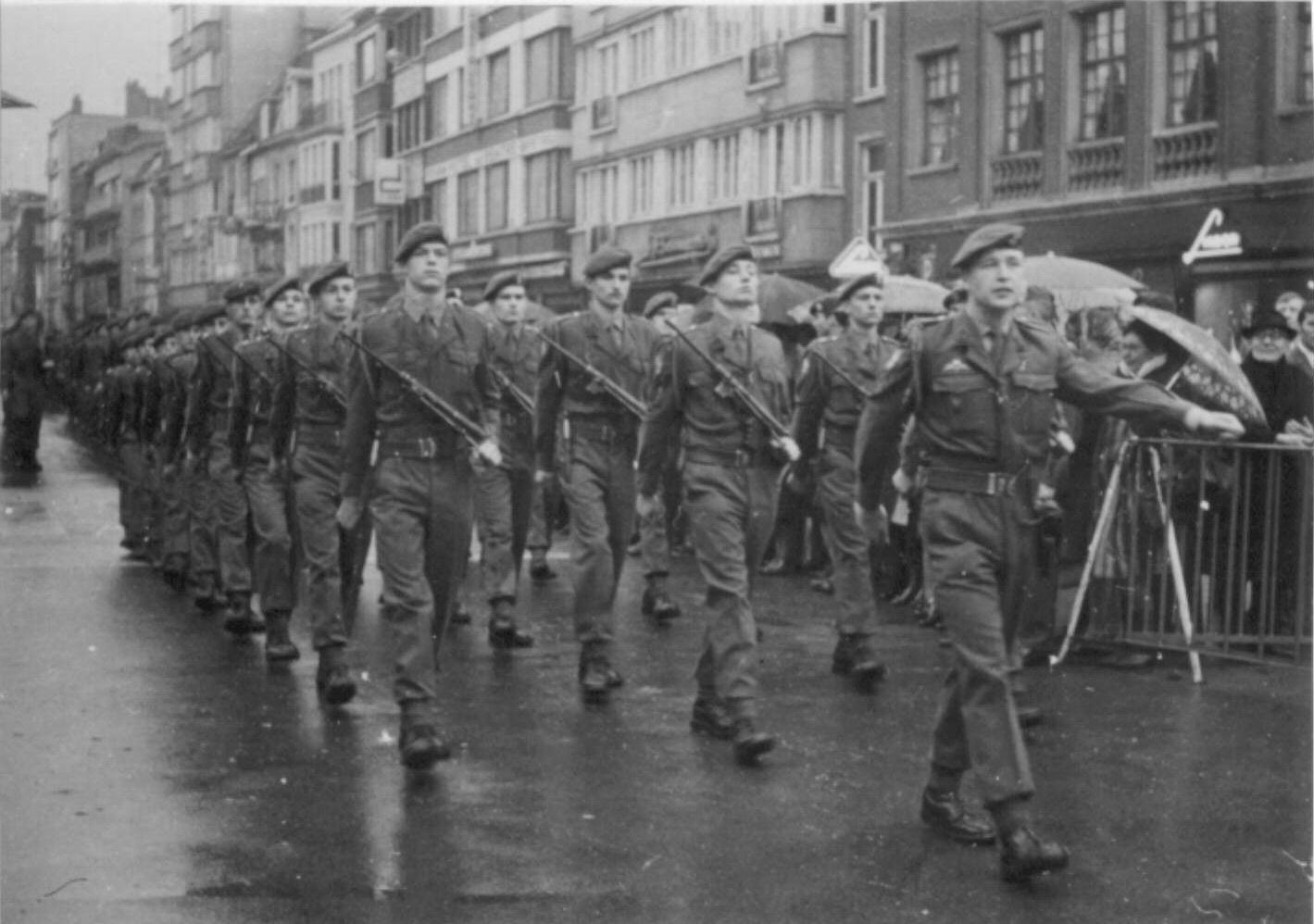
Défilé du Pl TS du 3 Para à Courtrai en 1971 après remise des bérets lie-de-vin. Les armes sont des PM Vigneron M2.

## Historique

### Création du Régiment (1952)
Le Lieutenant-Colonel Georges Danloy est désigné le 3 novembre 1951 pour commander le nouveau régiment. Le premier contingent de miliciens est incorporé le 30 janvier 1952.
Le régiment comprend alors l'État-Major Régiment (Namur), le 1 Bataillon Para (Bourg-Léopold), le 2 Bataillon Commando (Seilles), les deux centres d'entraînement (Schaffen et Marche-les-Dames) et le Centre d'Instruction Para-Cdo (Namur).
À Namur, les miliciens suivent pendant quatre mois une formation de base. Ensuite, ils sont divisés en deux groupes : les uns reçoivent une formation commando; les autres une formation parachutiste.

### L'Afrique (1953 – 1962)

#### La base de Kamina
En 1947, la Belgique décide d'installer une base métropolitaine au Congo belge. Le lieu choisi est Kamina et les travaux débutent en 1950.
La base (qui sera appelée Baka) est immense et comprend l'infrastructure d'une école de pilotage (piste, hangars), des installations de logements et de loisirs, un hôpital, une centrale électrique autonome et même un raccordement au réseau de chemins de fer.
Pour y transporter des troupes, la Belgique vient de renflouer un navire qui est tout naturellement appelé T.N.A. KAMINA (Transport Naval Auxiliaire). Dès 1950, il sert d'abord à amener les volontaires de guerre en Corée.
En mai 1953, après 16 jours de voyage, ce navire dépose un détachement de reconnaissance fort de 44 paras et commandos à Banane, le port du Congo belge. Ces hommes sont ensuite transférés à Baka pour préparer l'arrivée des gros détachements. Leurs mises en place se feront aussi par le T.N.A. KAMINA et par avion de Kitona à Kamina ou même en chemin de fer à partir de l'Angola, alors colonie portugaise.

#### Les bataillons et les détachements
En 1953, le 1 Bataillon Para s'installe à la citadelle de Diest. Le 2 Bataillon Commando, toujours à Seilles, prendra ses quartiers à Namur en 1956. L'instruction des détachements se fait en Belgique avant leur départ pour Kamina. Les premiers détachements sont constitués d'une compagnie Para et d'une compagnie Commando coiffées par un petit commandement.
Au Congo, réside un cadre permanent. L'immensité du territoire impose pour tous les membres du nouveau régiment la formation au saut en parachute. En 1954, pour des raisons d'homogénéité, il est décidé que dorénavant tout le monde recevra les deux formations : para et commando. Elle ne sera complète qu'en 1958.
En 1955, par rationalisation, un bataillon est créé à Kamina; il est appelé 3 Bataillon Para-Commando et absorbera les détachements qui suivront. Au même moment un Centre de parachutage est installé sur place. Les détachements suivants seront fournis alternativement par le 1 Para et le 2 Commando et intégreront le 3 Bataillon Para-Commando. À la suite des émeutes du 4 janvier 1959, sera créé le 4 Bataillon Commando à Kitona et le 3 Bataillon sera renommé 3 Bataillon Para. La situation de 1960 amènera les autorités à créer un 5e et un 6e bataillon.

#### Entraînement au Congo
Le séjour en Afrique dure 6 mois. Le premier mois est une période d'adaptation avec des exercices et des bivouacs dans la région de Kamina. Il y a ensuite la conversion sur Dakota.  En Belgique, les Para-commandos avaient été brevetés sur C-119 mais au Congo, on utilisait toujours le DC-3 "Dakota". Il fallait donc apprendre un autre drill. La météo du Congo était bien sûr plus propice aux sauts en parachute.
Les trois derniers mois étaient réservés aux grands exercices et en particulier :
"Sweep and kill" se déroulait pendant plusieurs jours dans la vallée au relief très accidenté de la Lujima (au nord de Kamina). Après le parachutage du bataillon avec tout son matériel et armement, il y avait des regroupements de compagnie suivis de longues marches tactiques et de deux attaques. Le premier objectif était tenu par des "miliciens coloniaux" et les tirs étaient, bien entendu, à blanc. Pour la seconde attaque, des cibles avaient été disposées sur le terrain et les tirs se faisaient à balles réelles. Celles-ci, avec des vivres, étaient livrées, après la première attaque, par un ravitaillement par air sur une zone choisie et balisée par les troupes au sol.
"Tungulu" (exercice survie) fut créé par le capitaine Militis. Après un parachutage, les hommes, par équipes de 10, doivent parcourir 120 km en dix jours à travers la savane et les galeries forestières. Ils disposent du minimum mais ni eau ni vivres. Ils doivent se débrouiller avec les fruits et plantes qu'ils trouvent ou, pour de rares chanceux, de produits de la chasse ou de la pêche. Pour les conseiller, ils sont accompagnés d'un instructeur et d'un guide indigène.

#### La période de troubles
À la suite des émeutes de janvier 1959 à Léopoldville, le 3e Bataillon Para-Commando participe au rétablissement de l'ordre. Il est renforcé par le 2e Bataillon Commando envoyé de Belgique ainsi que par un détachement qui était de retour au pays et fit demi-tour. Après réorganisation et changement d'appellation, le 4e Commando s'installe à Kitona et un éphémère 5e Para-Commando à Kamina.
En novembre 1959, le 3e Bataillon Para (nouvelle appellation) est envoyé au Rwanda.
À la veille du 30 juin 1960, deux bataillons sont au Congo (le 1 et le 6) , un au Rwanda (le 4) et un en Urundi (le 3).
En septembre 1960, les para-commandos ont évacué le Congo et à la mi-1962, le Rwanda et l'Urundi.

Equipements
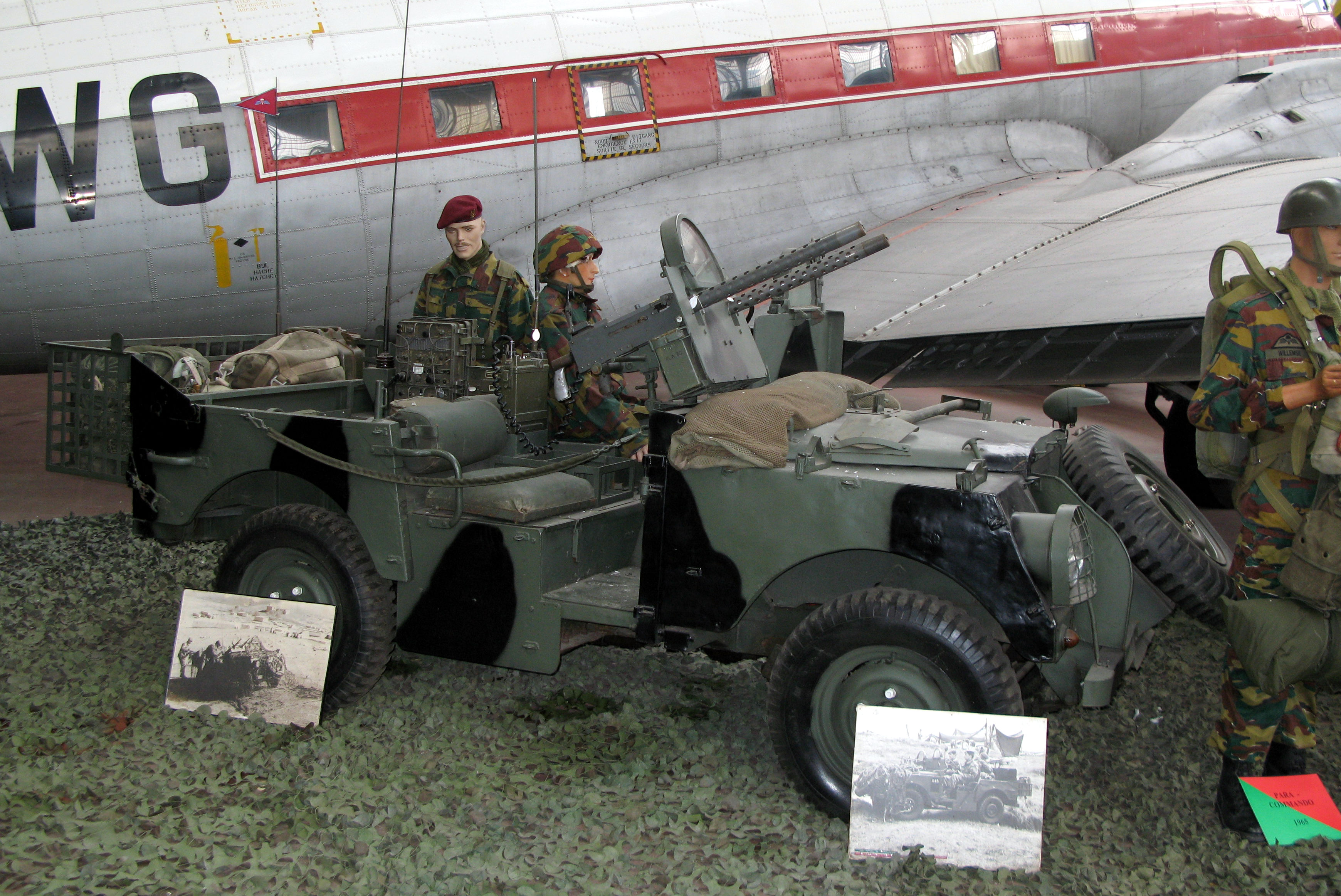
Land Rover assemblé par Minerva armé de mitrailleuses double Browning M1919
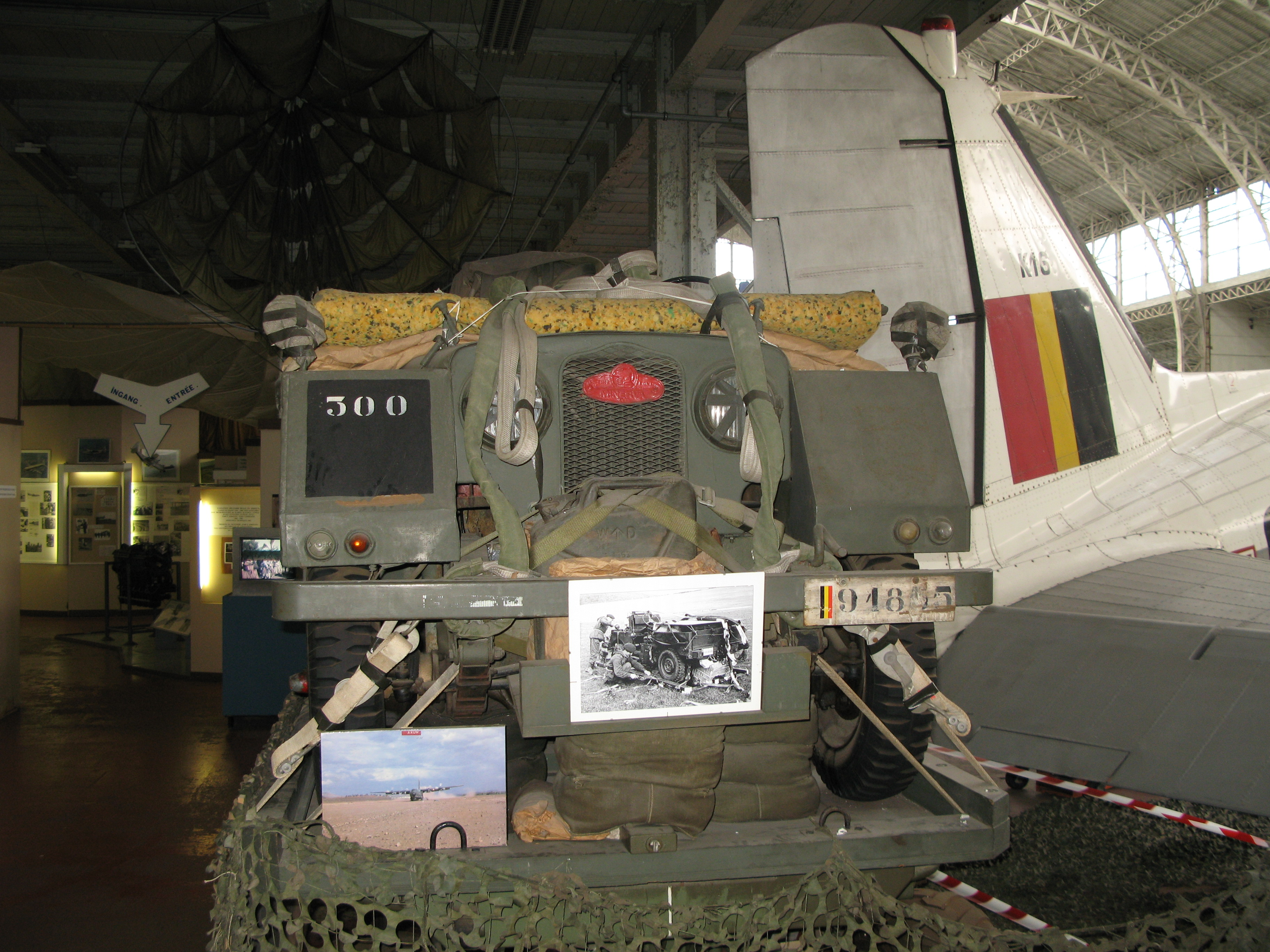
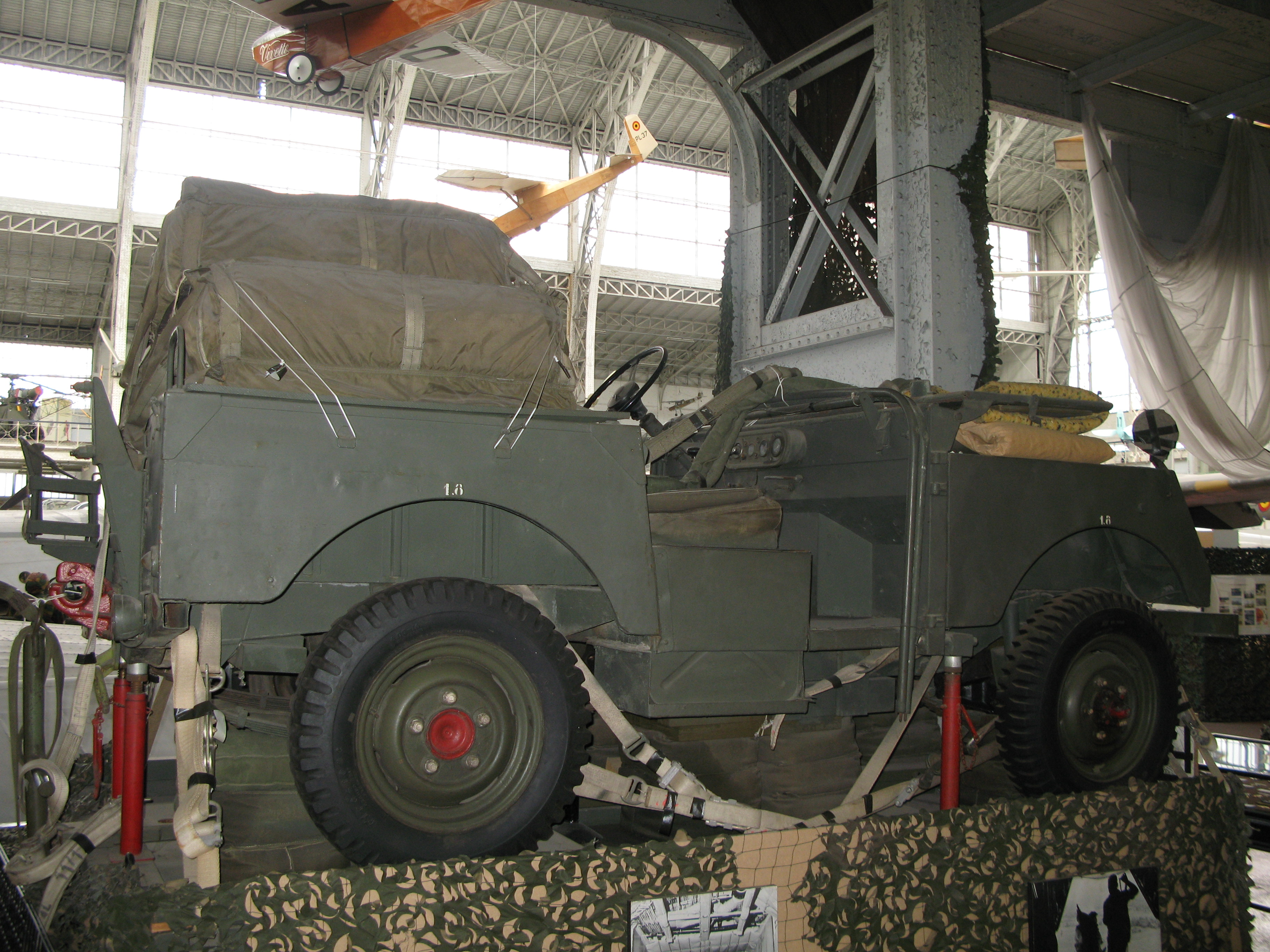

### Le régiment en Belgique (1962 - 1991)

#### Retour au pays
Le commandement se rétablit entièrement à la citadelle de Namur. Le 1er Bataillon Para regagne son quartier de Diest en août 1962, le 2 Bataillon Commando celui de Flawinne où il s'était installé en 1961. Le 3 Bataillon Para s'installe à Lombardsijde et y incorpore ses nouvelles recrues le 1er juillet 1962. Le 4 Bataillon Commando est dissous le 1er octobre 1962 et passe à la réserve. Les Centres d'entraînement continuent leurs activités.
Dans les années 1960 et 70, le Régiment compte 2,500 hommes dont 1.500 miliciens. Ces derniers prestent une période de 15 mois dont les 3 derniers (ou 5 selon la durée du service militaire) comme volontaires de carrière court terme. Comme il y a trois bataillons, afin d'assurer une certaine continuité, tous les 5 mois, un bataillon incorpore environ 500 miliciens. La langue ne pose aucun problème. Les bataillons ont deux compagnies de combat d'un même régime linguistique et une de l'autre; l'état-major et la compagnie état-major sont bilingues. L'instruction n'a pas changé : 4 mois pour gagner le béret suivis des brevets para et commando. Chaque centre d'entraînement a la capacité d'accueillir un demi-bataillon.

#### L'entraînement
Le retour de toutes les unités permet au Régiment d'organiser de grandes manœuvres en Belgique. Ceci ne l'empêche toutefois pas de chercher des possibilités hors frontières. Un premier accord avec la France aboutit à la possibilité d'exécuter des raids en Corse et, en hiver, des sauts dans la région de Pau où la météo est beaucoup plus favorable. L'entraînement aux opérations héliportées peut s'effectuer grâce à l'appui des Américains et des Allemands. Aux Pays-Bas, les "mariniers" accueillent les para-commandos pour des exercices amphibies.
Une véritable formation au combat ne peut toutefois s'acquérir que par des exercices d'unité à feux réels. Le Régiment obtient l'autorisation du Royaume-Uni d'accéder régulièrement au camp militaire d'Otterburn situé aux portes de l’Écosse. Le camp est immense et le relief des monts Cheviot permet d'exécuter, entre autres, des attaques à feux réels aux niveaux peloton et compagnie. Les exercices sont très réalistes grâce à un ingénieux système de cibles cachées commandées par câbles souterrains. À partir de 1963, toutes les recrues para-commando iront donc s'aguerrir à Otterburn.
La composante terrestre de la Force Mobile de l'OTAN est créée en 1960. Elle doit pouvoir intervenir rapidement en cas de menace sur les flancs du Commandement allié en Europe. C'est une brigade multinationale avec un état-major permanent basé à Seckenheim en Allemagne. Divers pays y participent : l'Allemagne, le Canada, les États-Unis, l'Italie, le Luxembourg, le Royaume-Uni et la Belgique qui y affecte le bataillon para-commando dont les miliciens sont les plus anciens. Des exercices ont lieu en Norvège, au Danemark en Grèce et en Turquie.

#### L'évolution et la professionnalisation
En 1963, est créée à Flawinne une compagnie antichar équipée de missiles ENTAC montés sur jeeps. Cette compagnie s'articule en trois pelotons de deux sections. Chacune est équipée de deux postes de tir. La même année, est discrètement constitué à Lombardsijde un peloton frogmen (nageurs de combat). Ce petit détachement se compose uniquement de professionnels qui se spécialisent dans l'infiltration en kayak et sous l'eau avec des appareils respiratoires à oxygène ne laissant rien paraître en surface. La mer et les multiples canaux de la région de Nieuport sont propices à l'entraînement de cet embryon de force spéciale.
En 1974, une batterie d'artillerie légère (obusiers de 105 mm tractés) est formée à Brasschaat. Elle est affectée à la Force mobile de l'OTAN dont les unités d'artillerie sont entraînées à opérer de manière intégrée. Des périodes de tir appelées "Ardent Ground" sont organisées régulièrement. En 1975, un Escadron de reconnaissance est constitué à Stockem. Il est équipé de blindés légers de type CVRT. La formation de ces deux unités se fera au détriment des bataillons qui perdront leurs unités Recce et mortiers 81 mm.
En 1977, le 3 Bataillon Para aura complètement quitté Lombardsijde et sera regroupé à Tielen près de Turnhout.
Le Régiment est, bien entendu, amené à suivre l'évolution de l'armée belge vers la professionnalisation. L'incorporation directe des miliciens devenus moins nombreux dans les bataillons n'est plus possible. L'instruction de base est désormais donnée dans une compagnie instruction créée au Centre d'Entraînement Commando.

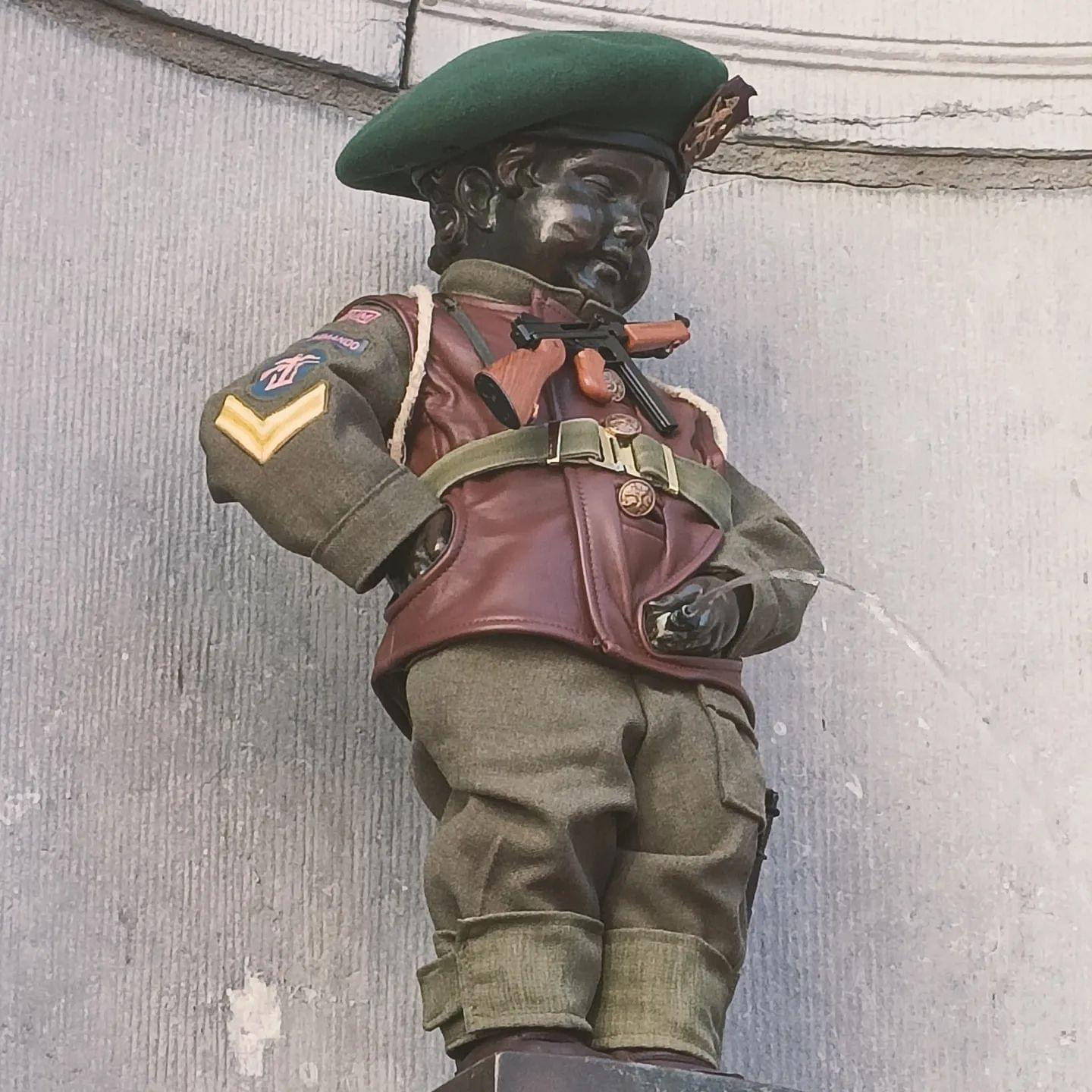
Statue de Manneken-Pis en uniforme de Commando de 1942.

En 1991, le Régiment devient Brigade Para-Commando.
En 2003, la Brigade Para-Commando formera l'essentiel de la Brigade Légère avec le 
Special Forces Group créé en mars 2000, ainsi que le bataillon 12e de ligne Prince Léopold - 13e de ligne entre 2011 et 2017.
Le 3 juillet 2018, la Brigade Légère est devenue le Special Operations Regiment.
Le 5 septembre 2023, à l'occasion du 81° anniversaire de la création du régiment Para-Commando, une délégation para-commando d'active, de réservistes et de sympathisants remet une réplique du costume de 1942 à Manneken-Pis après une réception à l'Hôtel de Ville de Bruxelles.

#### Les engagements

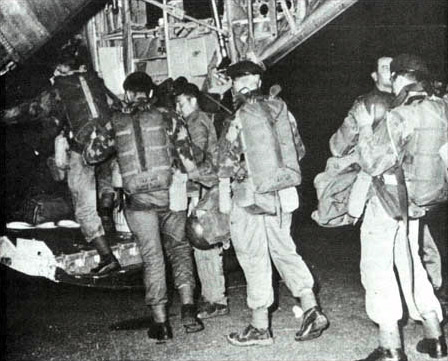
Novembre 1964, Crise congolaise : Parachutistes belges partant de Kamina pour secourir les otages de Stanleyville.

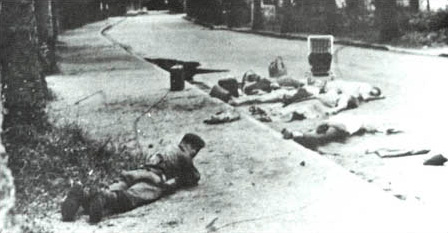
Soldat belge couché devant des cadavres d’otages, en novembre 1964 à Stanleyville. Le soldat du premier plan a admis près de 50 ans plus tard avoir été requis de prendre cette pose (très peu tactique) pour la photo.

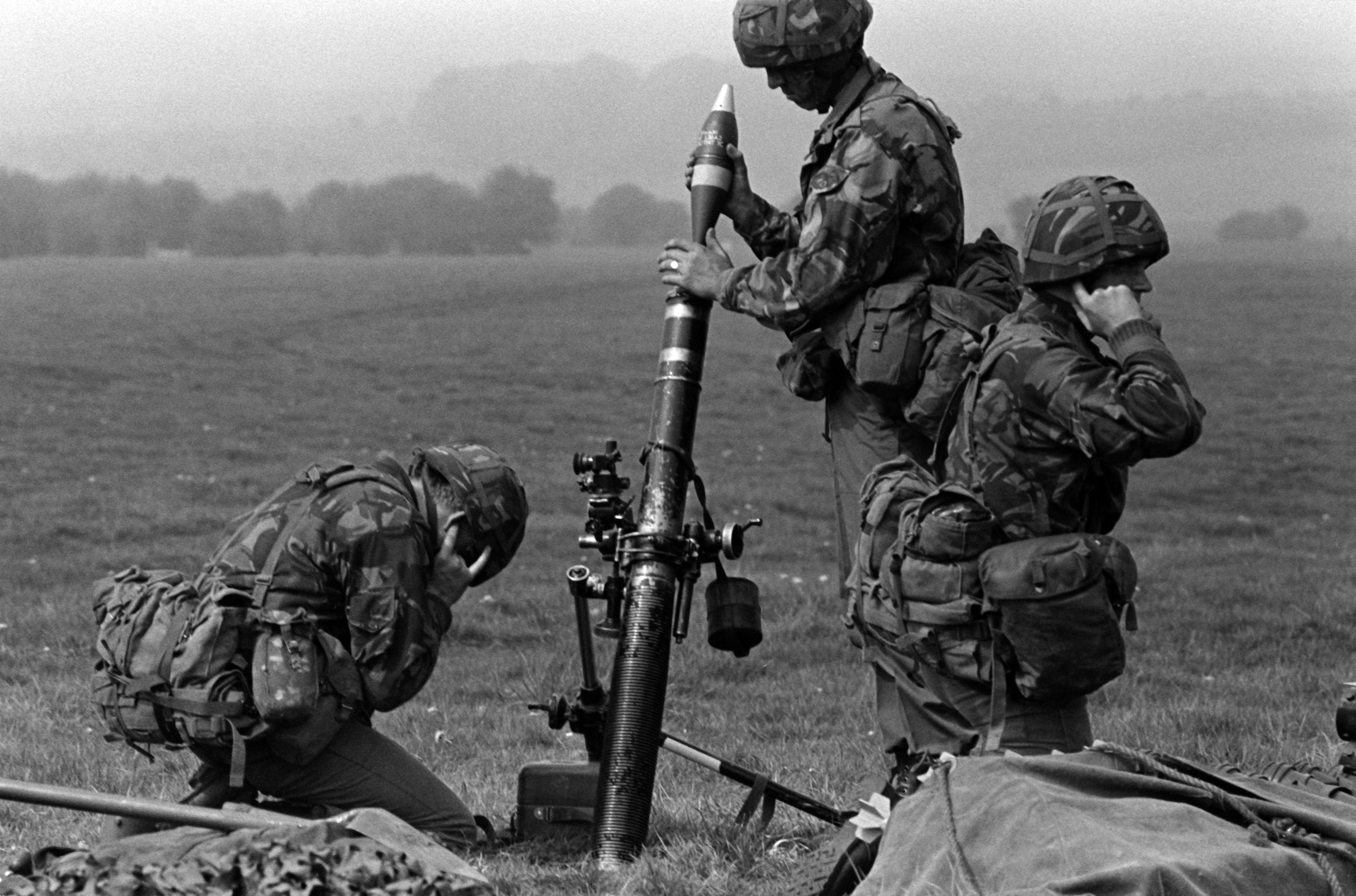
Un mortier de 81 mm du Régiment Para-Commando lors de manœuvres de l’OTAN en Angleterre en 1987.

- 1959 - 1962 : interventions au Congo et au Rwanda-Urundi.

Actions diverses à la suite de l'indépendance.
- Novembre 1964 : opérations de secours Dragon rouge et Dragon noir en République démocratique du Congo à la suite de la rébellion Simba.

Sauts opérationnels sur Stanleyville et Paulis.
Sauvetage et sécurisation de plus de 2 375 otages.
- 1973 - 1974 : missions humanitaires au Niger.

Acheminement de vivres pour les populations touchées par la famine au Sahel.
- Mai 1978 : opération de secours Red Bean au Zaïre (ex-Congo Belge, actuellement Rép. Dém. du Congo).

Atterrissage d'assaut sur Kolwezi.
Sauvetage et sécurisation de populations et expatriées occidentaux au Shaba (ex-Katanga).
- Février 1979 : mission de coopération militaire Green Apple au Zaïre (ex-Congo Belge, actuellement Rép. Dém. du Congo).

Instruction des Forces Armées Zaïroises à Kitona.
- Septembre 1987: mission Octopus dans le Golfe Persique.

Une équipe de tir MILAN à bord d'un navire de la Force Navale belge.
- Novembre 1990 : opération de secours Green Beam au Rwanda.

Sauvetage et sécurisation des expatriés.
- Mai à juin 1991 : mission d'aide humanitaire Blue Lodge en Irak.

Participation à l'action d’aide internationale Provide Comfort mise sur pied par les États-Unis dans le nord de l’Irak
- Sept. à nov. 1991 : opération de sécurisation Blue Beam au Zaïre.

## Les commandants
remarque : BEM signifie breveté d'état-major (brevet délivré par l'École de Guerre)
1951 – 53 : Lieutenant-colonel Danloy
1953 – 56 : Lieutenant-colonel BEM Vivario
1956 – 60 : Lieutenant-colonel BEM Delperdange
1960 – 63 : Lieutenant-colonel BEM Van der Heyden
1963 – 65 : Colonel Laurent
1965 – 68 : Colonel BEM P. Roman
1968 – 71 : Lieutenant-colonel Lemasson
1971 – 73 : Lieutenant-colonel BEM Segers
1973 – 76 : Colonel BEM Rousseaux
1976 – 78 : Colonel BEM Depoorter
1978 – 80 : Colonel BEM Wilmotte
1980 – 82 : Colonel BEM Kesteloot
1982 – 84 : Colonel BEM Verstraeten
1984 – 87 : Colonel BEM De Clerck
1987 – 90 : Colonel BEM Malherbe
1990 – 93 : Colonel BEM De Smet

## Les chefs d'état-major
1952 – 195? : Major Laurent
195? – 1962 : Major Lessire
1962 – 1966 : Lieutenant-colonel Janssens
1966 – 1968 : Lieutenant-colonel BEM Segers
1968 – 1970 : Lieutenant-colonel BEM Rousseaux
1970 – 1973 : Lieutenant-colonel BEM / BAM Evraert
1973 – 1974 : Lieutenant-colonel BEM Depoorter
1974 – 1975 : Major du Bois de Vroylande
1975 – 1978 : Lieutenant-colonel BEM Kesteloot
1978 – 1980 : Lieutenant-colonel Verbeke
1980 – 1982 : Lieutenant-colonel BEM Jeunehomme
1982 – 1985 : Lieutenant-colonel Uyttersprot
1985 – 1988 : Lieutenant-colonel BEM Ix
1988 – 1990 : Lieutenant-colonel Ghesquiere
1990 – 1993 : Lieutenant-colonel Brijs

## Les unités  du Régiment
- un état-major et compagnie QG
- trois bataillons de combat d'active : 1Para, 2Cdo, 3Para
- un bataillon de combat de réserve : 4Cdo
- un centre d'entraînement au parachutage
- un peloton de ravitaillement par air (intégré au centre d'entraînement au parachutage)
- un centre d'entraînement commando
- une compagnie école (intégrée ultérieurement au centre d'entraînement commando)
- une compagnie antichar (avec missiles ENTAC) créée en 1963
- une batterie d'artillerie (avec obusiers 105 mm tractés) créée en 1974
- un escadron de reconnaissance (sur chenillés légers CVRT) créé en 1975
- un détachement de nageurs de combat, officialisé en 1971 (intégrés ultérieurement au centre d'entraînement commando)
- un noyau mobilisateur
- un centre médical